# HD 66428 b
HD 66428 b는 외뿔소자리 방향으로 지구로부터 약 179.3 광년 떨어진 곳에 있는, 장주기 외계 행성이다. 질량은 목성의 약 2.82배이며 1973일(또는 5.402년)에 항성을 한 바퀴 돈다. 어머니 항성 HD 66428은 태양과 비슷한 G형 항성이다. 항성으로부터의 평균 거리는 3.18 천문단위로, 이는 화성과 목성 중간 정도 되는 거리이다. 궤도이심률은 0.465로 많이 찌그러져 있어서 소위 타원궤도 가스행성으로 부를 수 있다. 근일점에서는 1.70, 원일점에서는 4.66 천문단위까지 멀어진다.

## 같이 보기
- HD 70642 b